# Мост Джиландирас
Мост Джиландирас (тур. Cilandiras Köprüsü) — старинный мост в Турции.
Мост находится возле села Альфаклар на севере ильче Карахаллы ила Ушак. Пересекает ручей Баназ, приток реки Бююк Мендерес.
По данным муниципалитета Ушак, одноарочный мост был построен во фригийскую эпоху, более 2500 лет назад. Его длина составляет 24 м, ширина 1,75 м. Высота над рекой составляет 17 метров. Обе стороны моста опираются на скалу. Грани камней прямоугольные, камни моста имеют пазовое соединение. Кладка камней велась методом Ложный свод. Нет сведений, для чего мост использовался в древности. Однако из-за смещения одного из замковых камней во время реконструкции оригинальная конструкция частично укреплена цементом.
Ильче Карахалли был оккупирован греками 28 августа 1920 года и освобожден от оккупации 2 сентября 1922 года. Ежегодно 2 сентября, в день освобождения региона от вражеской оккупации, рядом с мостом проводится фестиваль Джиландирас. Этот фестиваль также известен как «Фестиваль ткачества».
В настоящее время рядом с мостом находится небольшая гидроэлектростанция. Район вокруг моста и небольшого водопада завода является популярным местом для пикников.